# 오메가 (로켓)

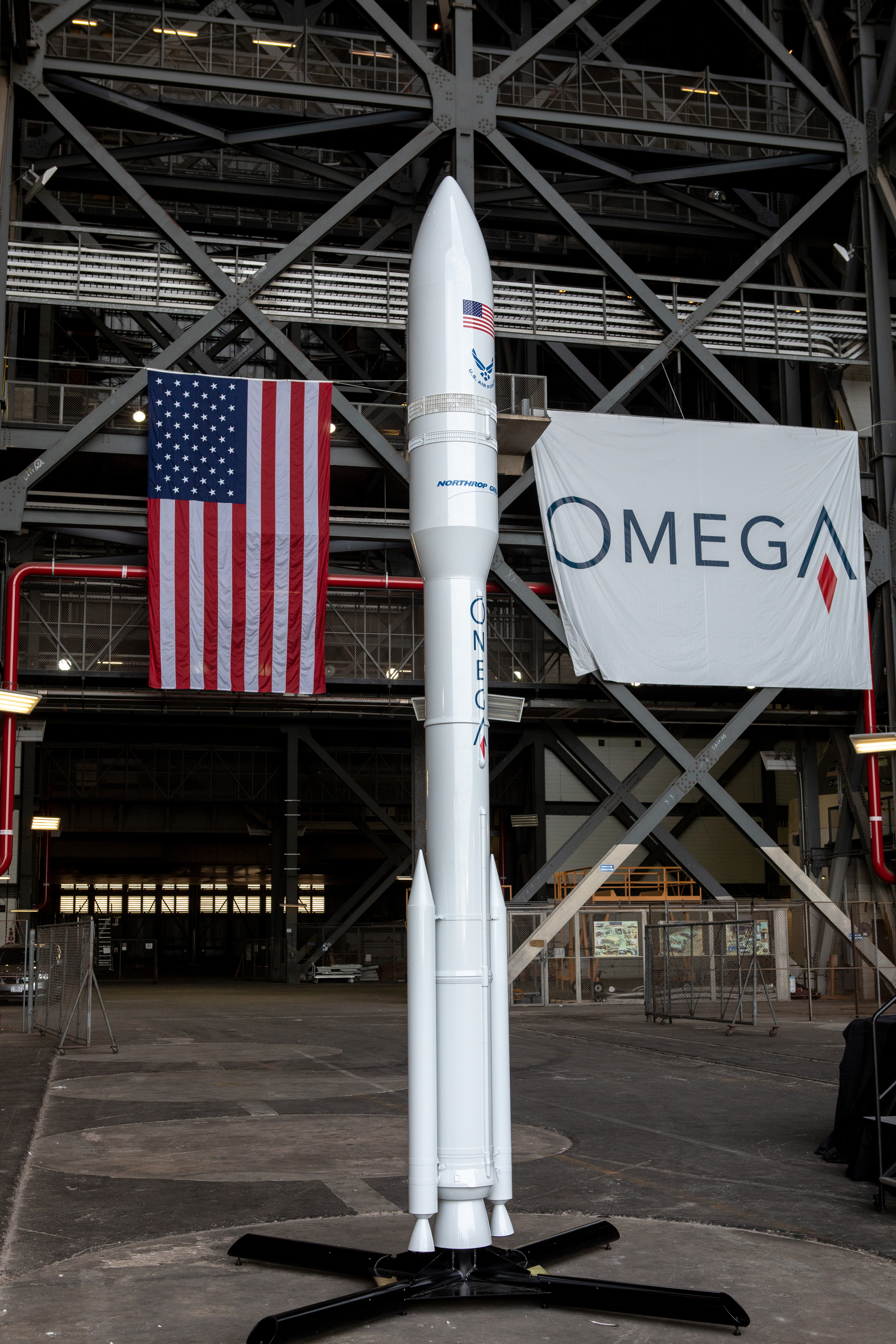

오메가(OmegA)는 미국 노스럽 그러먼이 개발중이 우주 로켓이다.

## 역사
3단 로켓에 부스터를 장착했다. 부스터, 1단, 2단은 고체로켓이고, 3단은 액체로켓이다.
오비털 사이언스 코퍼레이션이 2014년 4월 29일 설립한 오비탈 ATK가 개발중이며, 이 회사는 2018년 6월 6일 노스럽 그러먼에 인수합병되어 노스럽 그러먼 이노베이션 시스템스가 되었다.
오메가는 4.9-10.1톤의 인공위성을 지구 저궤도에 올릴 수 있다.
2021년 1분기에 최초 발사를 할 계획이다.
미국 공군은 러시아 RD-180 엔진을 사용하지 않고, 미국산 엔진만을 사용하여 군사위성을 발사할 로켓을 개발하려고 하며, 2개 회사의 로켓 개발을 지원하고 있다. NSSL 프로젝트라고 부른다. 오메가는 NSSL에 낙찰되어 미국 공군의 예산을 지원받아 개발중이다.

## 같이 보기
- 벌컨 (로켓)
- 팰컨 9
- 델타 IV
- 아레스 I